# Асьенда Сан-Педро

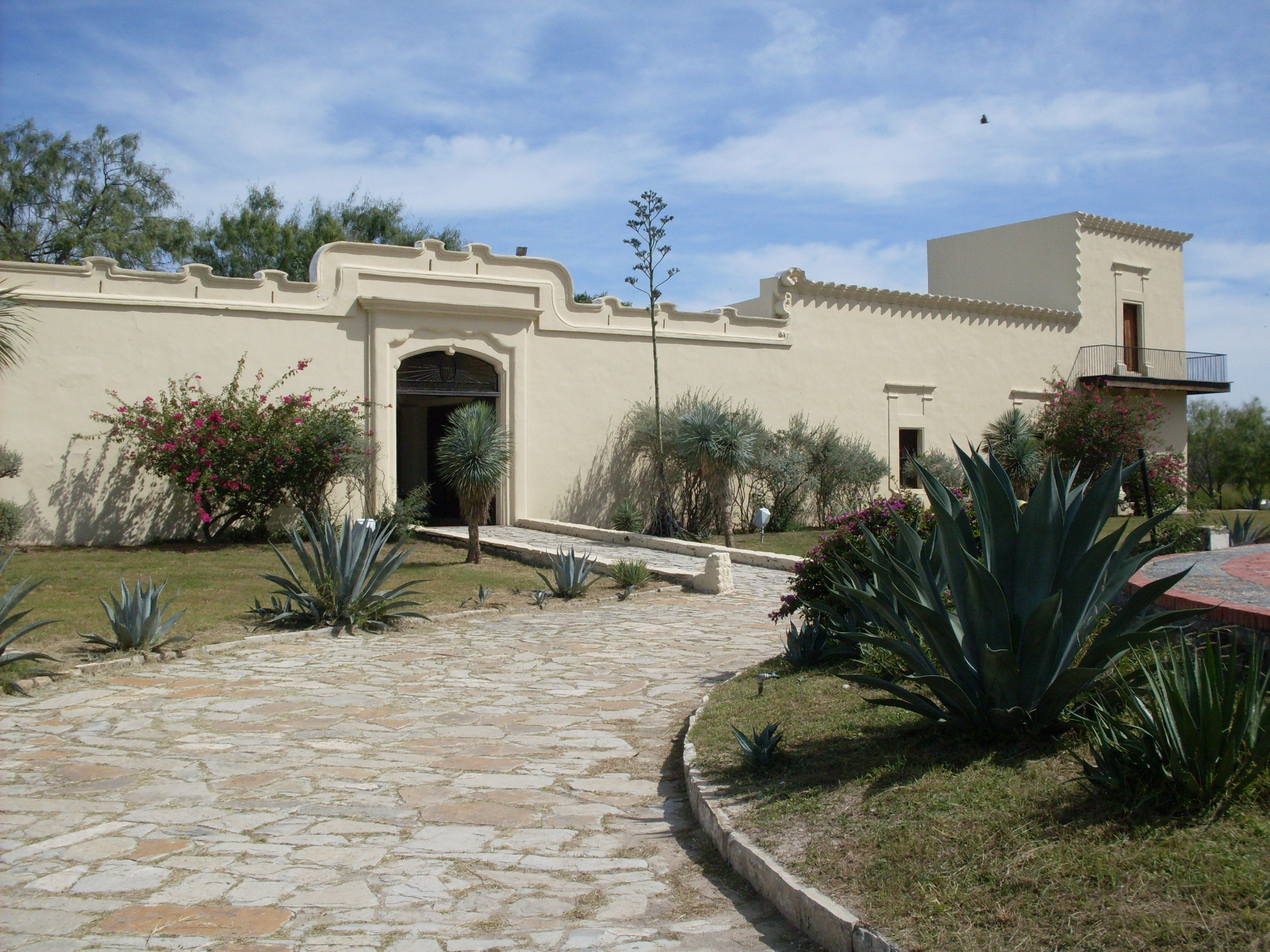

Асье́нда Сан-Пе́дро (исп. Hacienda San Pedro) — достопримечательность, памятник истории, расположенный в муниципалитете Хенераль Суасуа, на северо-востоке мексиканского штата Нуэво-Леон. Это место служило не только асьендой, но и фортом для защиты от набегов коренных американцев.

## История
Первое упоминание, связанное с асьендой Сан-Педро, относится к 1666 году, когда она принадлежала нескольким испанским семьям. Её история связана с освоением долины Салинас в Новом королевстве Леон. Основателем и первым владельцем асьенды был капитан Алонсо де Тревиньо.
В 1814 году асьенду приобрела семья Гутьеррес де Лара. В то время она составляла большое пространство долины солончаков. Строительство длилось 31 год, и было завершено к 1845 году. Здания асьенды неоднократно использовались в качестве крепости во время мексикано-команчских войн, так генерал Мариано Ариста и его войска провели здесь ночь после боя 23 января 1840 года, где им противостоял отряд из шестисот команчей.

## Сельскохозяйственное использование
Здесь велась активная сельскохозяйственная деятельность, крестьяне выращивали кукурузу, сахарный тростник, виноград, овощи и фруктовые деревья, для чего использовались оросительные каналы (исп. Acequia), черпавшие воду из реки Салинас. Кроме того, здесь разводили крупный рогатый скот, коз и овец. Производственная деятельность в асьенде Сан-Педро была свёрнута в 1950 году, а большая часть её территории распродана. В течение трёх десятилетий комплекс зданий находился в заброшенном состоянии и постепенно разрушался.

## Современность
В 1984 году асьенда Сан-Педро была приобретена Автономным университетом Нуэво Леона, восстановительные работы начались в апреле 1986 года. В настоящее время здесь располагается Культурный центр и музей Автономного университета Нуэво Леона. Проводятся экскурсии, работает библиотека, специализирующаяся на истории северо-восточной Мексики, исторические и художественные выставки.